# Irmlind Heiser

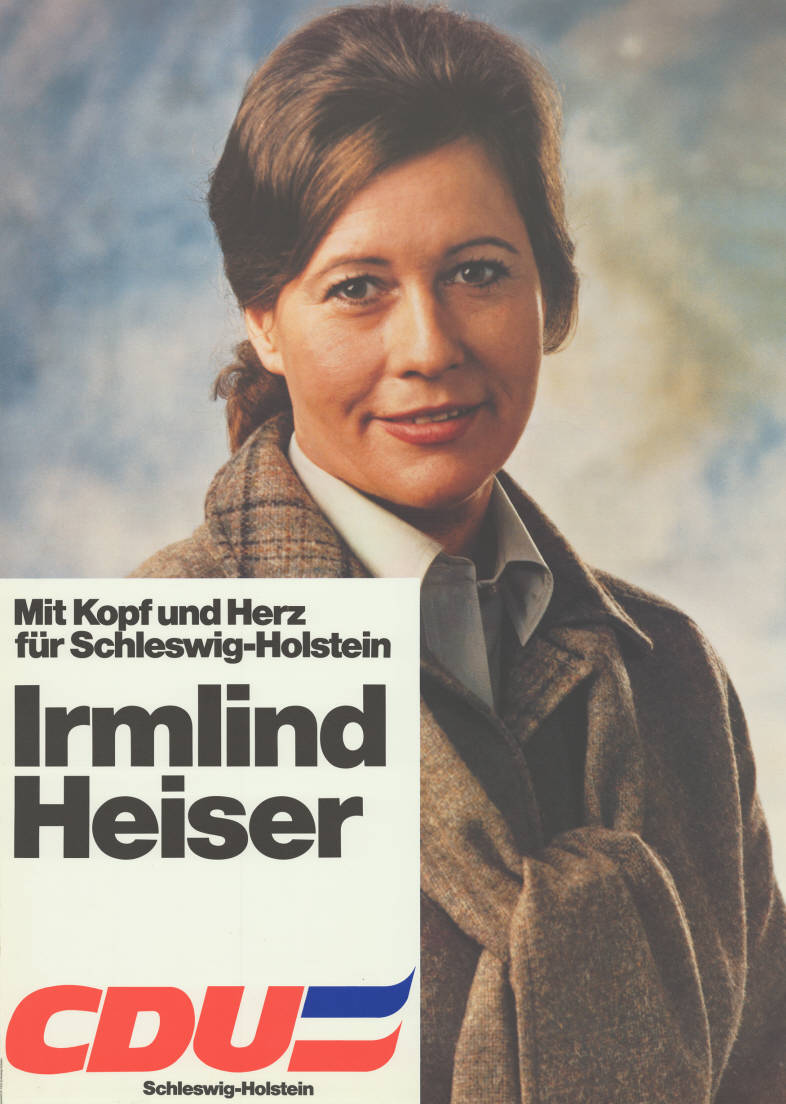
Kandidatenplakat zur Landtagswahl in Schleswig-Holstein 1979

Irmlind Heiser (* 15. März 1940 in Flensburg als Irmlind Heisinger; † 29. April 2024) war eine deutsche Politikerin (CDU).

## Leben
Heiser besuchte die Grundschule, eine dänische Mittelschule, ein deutsches Gymnasium und die Frauenfachschule. Sie machte eine Ausbildung zur Pharma-Referentin und war dort einige Jahre beruflich tätig. Beruflich war sie zudem Hausfrau.
Heiser war seit 1964 Mitglied der CDU und von 1975 bis 1980 Geschäftsführerin des CDU-Kreisverbandes Flensburg. Von 1974 bis 1982 war gehörte sie der Flensburger Ratsversammlung an. Von 1980 bis 1992 hatte sie ein Abgeordnetenmandat im Landtag von Schleswig-Holstein. Kurz vor ihrem Ausscheiden aus dem Parlament trat sie aus der CDU-Fraktion aus und war so fraktionslos.